# Belfays
Belfays ist eine französische Gemeinde mit 131 Einwohnern (Stand: 1. Januar 2022) im Département Doubs in der Region Bourgogne-Franche-Comté.

## Geographie
Belfays liegt auf 876 m, sieben Kilometer östlich von Maîche und etwa 29 Kilometer südlich der Stadt Montbéliard (Luftlinie). Das Dorf erstreckt sich im Jura, an aussichtsreicher Lage an einem nach Westen geneigten Hang der Höhe von Belfays, im Nordosten des ausgedehnten Hochplateaus von Maîche. Das Gemeindegebiet gehört zum Regionalen Naturpark Doubs-Horloger.
Die Fläche des 3,20 km² großen Gemeindegebiets umfasst einen Abschnitt des französischen Juras. Der westliche Teil des Gebietes wird vom schwach reliefierten Hochplateau von Maîche eingenommen, das durchschnittlich auf 800 m liegt. Es ist überwiegend mit Wies- und Weideland bestanden. Das Plateau besitzt keine oberirdischen Fließgewässer, weil das Niederschlagswasser im verkarsteten Untergrund versickert. Nach Osten erstreckt sich das Gemeindeareal über den Hang von Belfays auf den angrenzenden Höhenzug, der das Hochplateau vom tief eingeschnittenen Doubstal trennt. Die vorwiegend bewaldete Höhe gliedert sich in den Kamm von Belfays (913 m), den Pré Malade (mit 980 m die höchste Erhebung von Belfays) und die Kuppe von Pré Maillot. Dazwischen befinden sich verschiedene Mulden, die sich gegen das Hochplateau von Maîche hin öffnen.
Nachbargemeinden von Belfays sind Ferrières-le-Lac und Fessevillers im Norden, Urtière im Osten sowie Damprichard im Süden und Westen.

## Geschichte
Im Mittelalter gehörte Belfays zum Gebiet der Grafschaft La Roche von Saint-Hippolyte. Zusammen mit der Franche-Comté gelangte das Dorf mit dem Frieden von Nimwegen 1678 an Frankreich.

## Bevölkerung
| Jahr                       | 1962 | 1968 | 1975 | 1982 | 1990 | 1999 | 2016 |
| Einwohner                  | 72   | 63   | 51   | 78   | 78   | 81   | 140  |
| Quellen: Cassini und INSEE |      |      |      |      |      |      |      |

Belfays zählt zu den kleinsten Gemeinden des Départements Doubs. Während des gesamten 20. Jahrhunderts pendelte die Einwohnerzahl stets im Bereich zwischen 40 und 80 Personen und nahm erst ab der Jahrtausendwende signifikant zu.

## Wirtschaft und Infrastruktur
Belfays war bis weit ins 20. Jahrhundert hinein ein vorwiegend durch die Landwirtschaft (Viehzucht und Milchwirtschaft) und die Forstwirtschaft geprägtes Dorf. Noch heute leben die Bewohner zur Hauptsache von der Tätigkeit im ersten Sektor. Außerhalb des primären Sektors gibt es fast keine Arbeitsplätze im Dorf. Einige Erwerbstätige sind auch Wegpendler, die in den umliegenden größeren Ortschaften ihrer Arbeit nachgehen.
Die Ortschaft liegt abseits der größeren Durchgangsstraßen an einer Departementsstraße, die von Trévillers nach Urtière führt. Eine weitere Straßenverbindung besteht mit Ferrières-le-Lac.